# Lola Badia
Lola Badia i Pàmies (Barcelone, 22 mars 1951) est une philologue médiéviste espagnole spécialiste du catalan.

## Biographie
Lola Badia est licenciée en philologie hispanique à l'université autonome de Barcelone en 1973, où elle obtient son doctorat en 1977 sous la direction de Martí de Riquer.
Sa spécialité est la littérature catalane du Moyen Âge tardif, notamment la lyrique et du récit de tradition troubadouresque et de Raymond Lulle,.
Elle enseigne la littérature catalane à l'université des Îles Baléares, à l'université autonome de Barcelone, à l'université de Gérone et à l'université de Barcelone, où elle coordonne à partir de 1987 le Séminaire de littérature et de culture du Moyen Âge et de l'époque moderne (SLIMM) au Département de philologie catalane. Elle dirige également des projets de recherche pour le ministère de l'Éducation espagnol.
Elle dirige les trois volumes consacrés à la période médiévale d'Història de la literatura catalana co-publié par Enciclopèdia Catalana, Editorial Barcino (ca) et la municipalité de Barcelone (2013-2015).
Elle devient membre de l'Académie des belles lettres de Barcelone en 2016.
Elle est codirectrice du Répertoire informatisé de la littérature ancienne catalane (RIALC) et directrice du centre de documentation Ramon Llull de l'Université de Barcelone.

## Récompenses
- Médaille Narcís Monturiol de la Generalité de Catalogne (2000)[1].
- Prix national de culture de la Généralité de Catalogne (2016)[1].

## Œuvres
- Poesia catalana del segle XIV. Edició i estudi del Cançoneret de Ripoll (1983)
- Les poesies de Jordi de Sant Jordi (1984) avecMartí de Riquer
- De Bernat Metge a Joan Roís de Corella (1988, prix de la critique Serra d'Or 1989)
- Ramon Llull. Vida, pensament i obra literària (1988), avec Anthony Bonner (ca)
- Tradició i modernitat als segles XIV i XV. Estudis de cultura literària i lectures d'Ausiàs March (1992)
- Pàgines pedagògiques de Ramon Llull (1992)
- Intel·lectuals i escriptors a la baixa Edat Mitjana (1994)
- Textos catalans tardomedievals i ‘ciència de natures´ (1996)
- La ciència en l'obra de Ramon Llull (2003)